# La Vie et les Aventures étonnantes de Robinson Crusoë
Pour plus de détails, voir Fiche technique et Distribution.
La Vie et les Aventures étonnantes de Robinson Crusoë (Жизнь и удивительные приключения Робинзона Крузо, Jizn i oudivitelnye priklioutchenia Robinzona Krouzo) est un film soviétique réalisé par Stanislav Govoroukhine, sorti en 1973.

## Fiche technique
- Titre original : Жизнь и удивительные приключения Робинзона Крузо
- Titre français : La Vie et les Aventures étonnantes de Robinson Crusoë[1]
- Réalisateur : Stanislav Govoroukhine
- Scénario : Feliks Iefimovitch Mironer (ru) d'après le roman éponyme de Daniel Defoe
- Musique : Andreï Dmitrievitch Guevorguian, Evgueni Dmitrievitch Guevorguian (ru), Antonio Vivaldi
- Décors : Sergueï Ioukine
- Photographie : Oleg Fiodorovitch  Martynov (ru)
- Son : Edouard Gontcharenko et Raïssa Vatsik
- montage : Valentina Oleïnik
- Société de production : Studio d'Odessa
- Pays de production :  Union soviétique
- langue originale : russe
- Format : Couleurs - 35 mm - 2.35:1 -  Mono
- Genre : Aventure
- Durée : 92 minutes
- Dates de sortie :
- URSS : 3 septembre 1973[2]
- URSS : 27 aout 1973 selon kinopoisk [3]

## Distribution
Distribution complétée avec le site kino-teatr . 
- Sergueï Gabnia (ru) : un pirate
- Evgueni Jarikov : le capitaine du navire
- Irakli Khizanichvili : Vendredi
- Ermengueld Konovalov (ru) : Bill
- Valentine Koulik : un ami
- Leonid Kouravliov : Robinson Crusoë
- Vladimir Marenkov (ru) : Jack Woodley
- Vladlen Paoulous (ru) : Bill Atkins
- Alekseï Safonov (ru) : un maître d'équipage

- rôles mineurs : Alekseï Kibeïevitch Ermolov, Vladimir Goussev (ru), Kchichtof Grouber, Chalva Guitsba (ru), Nourbeï Teïmourazovitch Kamkia, A. Koulikov, Oleg Lagvilava (ru), A. Lakhno, Vladimir Maltsev (ru), N. Maskoulia, O. Momint, Igor Martinovitch Varpa,